# محمد الحسن (بازیکن فوتبال، زاده ۱۹۸۴)
محمد الحسن (انگلیسی: Mohammed Alhassan؛ زادهٔ ۹ ژانویهٔ ۱۹۸۴) بازیکن فوتبال اهل غنا بود.